# 海老名保
海老名 保（えびな たもつ、1969年4月2日 - ）は、有限会社F2-ZONE（エフツーゾーン）代表取締役　、株式会社正義の味方代表。秋田県にかほ市（旧象潟町）出身。血液型、O型。ローカルヒーローの企画・制作に数多く携わり、第一人者とされる。

## 経歴
特撮ヒーローものにどっぷりとつかった少年時代を過ごし、小学生のときに観たプロレスラー、タイガーマスクに憧れ、県立仁賀保高等学校卒業後上京。1988年に前田日明率いる「第二次UWF」の第二回新人テストに合格し入門する（第一回入門生は田村潔司）が、練習中に後頭部を強打し脳挫傷でプロレスラーへの道を断念する。郷里に戻るが、脳挫傷の後遺症を止める薬の副作用で肝機能障害に陥り、「やりたいことをやらずに一度きりの人生を終えたくない。リングの上でなくても、ヒーローになる方法はあるはずだ」とジムインストラクターをしながらアクション俳優、スタントマンを志す。
記憶が飛ぶなど、後遺症も現れたため、1997年、故郷に帰りフィットネスジムを経営。ヒーロー好きが高じ、当時から樹脂マスクなどを見よう見まねで作っていた噂が広がり、2003年、幼なじみである高橋大とともに秋田発・地産地消型ヒーロー「超神ネイガー」を企画・制作、2005年に大ブレイク。秋田県を周り超神ネイガーのショー公演を行う。
超神ネイガーはローカルヒーローの先駆けとなり、第24回「NHK東北ふるさと大賞」（秋田県エリア）を受賞。
2009年には海外進出第一弾としてシンガポールのヒーロー「シーガー」 をプロデュース。同年6月12日に放送された『世界を変える100人の日本人!』(TX系)で初披露された。
2013年には自身のルーツであるプロレスをモチーフにした特撮ヒーロー「ファイヤーレオン」（ブシロード制作）で原作、キャラクターデザイン、総合演出、アクション監督を担当。
2014年11月21日、ヒーロー造形文化発展のため、カスタムヒーロー共有サイト『変身部隊X』を公開。
2017年2月、海外事業専門の企画会社「カレッジフォース」を沖縄に設立。

## 人物、エピソード
- 大の特撮好きで、プロレス練習生時代に大怪我を負い、開頭手術せざるを得なくなったが、手術室に運ばれる際言った言葉は「改造人間になってきます」だったと当時の同僚・田村潔司が証言している。
- 沖縄の琉神マブヤーや大阪の浪速伝説トライオーなど他県のローカルヒーロープロジェクトにも携わり、企画や制作の手法を提供している。
- 自ら企画、出演、造形、製作をこなす“戦う経営者”。
- プロレスラーへの成り方がわからなかった垣原賢人は、ツテをたどり、当時秋田に帰っていた海老名に電話。新生UWFを紹介した。くしくも引退後の垣原は、海老名と同じく（特撮系と覆面レスラー系で分野は違うが）ヒーロー「ミヤマ☆仮面」をプロデュース。雑誌などで共演経験もある。
- ファイヤーレオンのスーツアクターとして、2013年に25年ぶりにリングを踏んだ[5]。周り回ってプロレスに帰ってこられたことで、「自分の人生に落とし前がつけられた」[5] として、以後、俳優業を後進に譲っている。

## 主な作品

### キャラクターデザイン、造形
- 超神ネイガー - 原案、キャラクター造形
- ローソンプレゼンツ 超神ネイガーVSホジナシ怪人（2007年、秋田放送） - 原案、キャラクター造形
- 超神ネイガーあきた観光地大決戦!（2008年、ABS秋田放送） - 原案、キャラクター造形
- 東北合神ミライガー - 原作、キャラクターデザイン、プロデューサー
- 琉神マブヤー（沖縄） - 企画協力
- 鉄神ガンライザー（岩手） - 製作協力
- 超耕21ガッター（新潟） - キャラクターデザイン、プロデュース
- 浪速伝説トライオー（大阪） - キャラクターデザイン
- ファイヤーレオン（2013年 - 2014年、TOKYO MX） - 原作、キャラクターデザイン、総合演出、アクション監督[6]
- 超神ネイガー 勝ぢ抜ぎ大バトル!（2013年、ABS秋田放送） - 原案、キャラクター造形
- 海鮮野郎 ホッキーガイ(青森県三沢市) - キャラクターデザイン[7]
- 「ワールドミライガー in Thailand」（タイミライガー） - 原作、キャラクターデザイン[8]
- ミライガーT1　MIRAIGAR T1（2016年11月19日 - 2017年2月11日、タイ・MCOT）- プロデュース、企画原作、キャラクターデザイン、アクションスーパーバイザー[9][10][11][12]

### 著書
- 「奇跡のご当地ヒーロー『超神ネイガー』を作った男~「無名の男」はいかにして『地域ブランド』を生み出したのか~」 （2009年5月 WAVE出版：ISBN 4872904117）
- 「超神ネイガーひみつ大百科」（秋田文化出版） - ネイガープロジェクト監修
- 「大富豪専用トランプ・超神ネイガー版」[13]（大富豪研究所） - 監修

### 漫画原作
- 超神ネイガー（作画・奥田ひとし、脚本・RED、高橋大との共同原案）月刊ドラゴンエイジ掲載
- 超神ネイガー：ヒーローズ（作画・小川雅史、高橋大との共同原案）月刊コミックラッシュ掲載

## 主な出演
- 琉神マブヤーTHE MOVIE 七つのマブイ （2011年）- ネイガー / アキタ・ケン役